# オオキアシシギ
オオキアシシギ (大黄足鷸、学名：Tringa melanoleuca)は、チドリ目シギ科に分類される鳥類の一種である。

## 分布
アラスカ南部からカナダ、アメリカ北部で繁殖し、冬期には中央アメリカ、南アメリカに渡りをおこない越冬する。
日本では、1964年8月に宮城県浦生の干潟で初めて確認され、1983年10月に愛知県豊橋市の汐川干潟で確認された。以後、迷鳥として北海道や宮城県、愛知県、沖縄県等で渡来するようになった。全て単独での渡来である。越冬記録もある。

## 形態
全長約31cm。夏羽は、頭部から頸、胸、体の上面は、白地に黒い縦斑が密に入る。体の下面は白く、脇に黒い横斑がある。冬羽は上面が灰褐色になる。足は黄色く長い。嘴は黒く、わずかに上に反り返っている。

## 生態
非繁殖期は干潟や湖沼、川岸、水田などに生息する。日本では干潟などの海水域で観察されることが多い。繁殖期は草原に生息する。
食性は主に動物食で、昆虫類、甲殻類、ミミズなどを食べる。
繁殖形態は卵生。
早口で「ピューピューピュー」と3音で鳴き、コアオアシシギの鳴声に似ている。